# Hochzeitsplaner
Ein Hochzeitsplaner (engl.: Wedding planner) hat die Aufgabe, ein Paar bei der Planung und Organisation der Hochzeitsfeier zu beraten und zu unterstützen.

## Tätigkeiten
Zu den Aufgaben des Hochzeitsplaners gehört die Erstellung des detaillierten Hochzeitsplans zusammen mit der Budgetkontrolle: unter anderem Standortsuche, Konzepterstellung, Dekoration, Hochzeitskleidsuche, Künstlervermittlung, Personalfragen und Menüauswahl.
Bei der Hochzeit selbst steht er im Hintergrund und sorgt für einen reibungslosen Ablauf. Ziel ist es, dass sich das Paar im Vorfeld viel Zeit und Aufwand erspart und sich am Hochzeitstag auf sich selbst und seine Gäste konzentrieren kann.
Die Vergütung eines Hochzeitsplaners kann sich am Gesamtbudget des Festes orientieren und liegt in diesem Fall im Bereich von 10 bis 20 Prozent. Es wird alternativ aber auch die Organisation von Teilbereichen zu Festpreisen angeboten, wie beispielsweise die Suche nach Örtlichkeiten, oder „nur“ die Anwesenheit am Hochzeitstag, um dem Paar den Rücken freizuhalten.
Die Tätigkeit des Hochzeitsplaners ist vor allem in den Vereinigten Staaten verbreitet. Im deutschsprachigen Raum ist diese Tätigkeit und auch die Inanspruchnahme eines Hochzeitsplaners nicht selbstverständlich. Häufig bestehen Bedenken wegen der Kosten. Ein guter Hochzeitsplaner kümmert sich auch um das Budget und erhält oftmals Rabatte bei Dienstleistungspartnern, die ein seriöser Planer auch an seine Kunden weitergibt. Er organisiert auch keineswegs über den Kopf des Kunden hinweg, sondern sorgt dafür, dass das Fest auch den „persönlichen Stempel“ des Paares trägt und bezieht sie soviel oder so wenig mit ein, wie sie es möchten.
Auch bei der Schließung eingetragener Partnerschaften kommen mittlerweile Hochzeitsplaner zum Einsatz.

## Ausbildung
Hochzeitsplaner ist in Deutschland keine geschützte Berufsbezeichnung, es gibt auch keinen anerkannten Ausbildungsberuf.
Das Tätigkeitsfeld des Hochzeitsplaners ist vor allem der Veranstaltungsbranche zuzuordnen – eine gute Voraussetzung für die Ausübung dieser Tätigkeit ist daher ein Studium der Betriebswirtschaftslehre mit Vertiefungsrichtung Eventmanagement oder zumindest eine Berufsausbildung zum Veranstaltungskaufmann. Darüber hinaus ist es als Hochzeitsplaner nie verkehrt, Grundkenntnisse der Veranstaltungstechnik zu besitzen (meist dient man ja als Vermittler zwischen Bands/Künstlern, Technikern und dem Hochzeitspaar – daher sollte man einen Technical Rider zumindest lesen können) und keine Angst vor Behördengängen zu haben (beispielsweise für eine Feuerwerkanmeldung). Einige Industrie- und Handelskammern bieten mehrtägige Zertifikatslehrgänge zum Hochzeitsplaner (IHK), Eventmanager Hochzeit (IHK) oder zum Wedding Planner (IHK) an.
Der seit 2007 in Deutschland eingetragene Verein „Bund deutscher Hochzeitsplaner“ vergibt seinen Mitglieder ein Gütesiegel. Dieses verspricht hohe Qualitätsstandards und mindestens drei Jahre erfolgreiche Arbeit als hauptberuflicher Wedding Planner. Der Verband machte mit einem Brandbriefe an die Politik auf die Situation der Berufsgruppe während der Coronapandemie aufmerksam.

## Hochzeitsplaner in den Medien
Der Film Wedding Planner – Verliebt, verlobt, verplant zeigt Jennifer Lopez in der Rolle einer Hochzeitsplanerin; Die Hochzeitsplaner – Band Baaja Baaraat ist ein Bollywood-Film aus dem Jahr 2010 zu einem ähnlichen Thema. Ein bekannter deutscher Hochzeitsplaner ist Frank Matthée, der durch die 2005 ausgestrahlte Reality-Show Sarah & Marc in Love bekannt wurde. 2006 startete die Reality-Show Frank – Der Weddingplaner auf ProSieben, die abermals Matthée bei der Ausübung seines Berufes zeigt.